# Vojtěch Jasný
Vojtěch Jasný (n. 30 noiembrie 1925, Kelč⁠(d), Zlín, Cehia – d. 15 noiembrie 2019, Přerov⁠(d), regiunea Olomouc, Cehia) a fost un regizor și scenarist cehoslovac, unul din membrii noului val cehoslovac alături de Věra Chytilová, Miloš Forman, Jaroslav Papoušek, Jiří Menzel.

## Biografie
Vojtěch Jasný a studiat filozofia și Literatura rusă la Universitatea Carolină din Praga, iar între anii 1946-1951, Academia de Arte muzicale (în cehă Akademie múzických umění v Praze, AMU), secția de operatorie și regie. Între anii 1951-1956 a colaborat cu Karel Kachyňa la Studioul cinematografic al armatei (în cehă: Československý armádní film). În 1952, cei doi au călătorit în China cu Ansamblul de Artă al Armatei Populare Cehoslovace și au realizat trei documentare despre această țară. Din 1956 până în 1970 a fost scenarist și regizor la Studioul Barrandov și la Televiziune.  
Din motive politice, în anul 1970 Jasný emigrează prin Iugoslavia în Austria, unde a obținut cetățenia austriacă, ulterior pleacă la New York. La Burgtheaterul din Viena, a lucrat ocazional ca regizor de teatru. 
În anul 1989, în urma evenimentelor revoluției de catifea, se întoarce la Praga.
În anii 1970, datorită ecranizării a două romane de Heinrich Böll, cât și a producțiilor pentru posturile de televiziune ZDF și Radiodifuziunii Bavareze, devine cunoscut și în Germania. 
Filmele Când vine pisica (Az prijde kocour, 1963) și Pipele (Dýmky, 1966) au avut succes la public și în România.

## Filmografie

### Regizor de film
- 1950 Cerul nu-i întotdeauna acoperit (Není stále zamračeno), documentar, co-autor cu K. Kachyňa
- 1951 Pentru o viață fericită (Za život radostný), doc., co-autor cu K. Kachyňa
- 1952 Ani minunați (Neobyčejná léta), doc., co-autor cu K. Kachyňa
- 1953 Oameni cu o singură inimă (Lidé jednoho srdce), co-autor cu K. Kachyňa
- 1955 Astă seară se va termina totul (Dnes večer všechno skončí)), co-autor cu K. Kachyňa
- 1957 Nopți de septembrie (Zářijové noci)
- 1959 Dorința (Touha)
- 1960 Am supraviețuit morții mele (Přežil jsem svou smrt)
- 1961 Procesí k panence
- 1963 Când vine pisica (Až přijde kocour)
- 1966 Pipele (Dýmky)
- 1968 Cronica moravă (Všichni dobří rodáci)
- 1969 Rapsodia cehă (Ceská rapsodie)
- 1975 Fluchtversuch
- 1975 Chipul unui clovn, ecranizarea romanului omonim al lui Heinrich Böll
- 1977 Mein seliger Onkel
- 1977 Die Rückkehr des alten Herrn
- 1986 The Great Land of Small, film pentru copii turnat în Canada
- 1991 De ce Havel? (Why Havel?), documentar
- 1999 Rückkehr des verlorenen Paradieses (Návrat ztraceného ráje)
- 2001 Peklo na zemi

### Televiziune
- 1970 Nicht nur zur Weihnachtszeit, RFG, ZDF, film după o satiră de Heinrich Böll
- 1972 Der Leuchtturm, RFG/Austria, ZDF/ORF
- 1972 Nasrin oder Die Kunst zu träumen, RFG, SWF
- 1973 Separatfrieden, ZDF
- 1973 Traumtänzer, SDR
- 1974 Frühlingsfluten, RFG/Austria, SWF/ORF, după o nuvelă de Ivan Turgheniev
- 1974 Der Kulterer, RFG/Austria, ZDF/ORF, film după povestirea Der Kulterer de Thomas Bernhard
- 1975 Das Leben des schizophrenen Dichters Alexander März, RFG, ZDF, după un model de Heinar Kipphardt
- 1975 Des Pudels Kern, ZDF
- 1976 Bäume, Vögel und Menschen, ZDF
- 1976 Ernst Fuchs, portretul artistului
- 1977 Fairy, ZDF
- 1977 Die Freiheiten der Langeweile, ZDF
- 1979 Die Stühle des Herrn Szmil, BR
- 1979 Die Nacht, in der der Chef geschlachtet wurde, ZDF
- 1980 Ehe der Hahn kräht, ZDF
- 1980 Die Einfälle der heiligen Klara, ZDF, după un model de Pavel Kohout
- 1982 Wir, ZDF
- 1983 Es gibt noch Haselnuss-Sträucher, film TV
- 1983 Das Fräulein, BR
- 1984 Bis später - ich muss mich erschießen, ZDF, după comedia Der Selbstmörder lui Nikolai Robertowitsch Erdmann
- 1984 Der blinde Richter, serial TV

### Scenarist
- 1950 Cerul nu-i întotdeauna acoperit (Není stále zamračeno),
- 1951 Pentru o viață fericită (Za život radostný)
- 1952 Ani minunați (Neobyčejná léta)
- 1955 Bez opav, scurtmetraj, regia Ivo Toman
- 1957 Nopți de septembrie (Zářijové noci)
- 1957 Váhavý strelec
- 1959 Dorința (Touha)
- 1961 Procesí k panence
- 1963 Când vine pisica (Až přijde kocour)
- 1966 Pipele (Dýmky)
- 1968 Cronica moravă (Všichni dobří rodáci)
- 1970 Psi a lidé, regia Evald Schorm
- 1972 Der Leuchtturm
- 1974 Der Kulterer
- 1975 Des Pudels Kern
- 1976 Ansichten eines Clowns
- 1976 Fluchtversuch
- 1976 Bäume, Vögel und Menschen
- 1984 Bis später, ich muss mich erschiessen
- 1985 The Peanut Butter Solution, regia Michael Rubbo
- 1999 Gladys, documentar
- 1999 Návrat ztraceného ráje
- 2001 Peklo na zemi

## Premii
În anul 1969, a câștigat la Cannes premiul pentru cel mai bun regizor cu filmul Cronică moravă (Vsichni dobrí rodác). 